# Big Level
Big Level är kullar i Kanada.   De ligger i provinsen Newfoundland och Labrador, i den östra delen av landet, 1 400 km öster om huvudstaden Ottawa.
Trakten runt Big Level består i huvudsak av gräsmarker. Trakten runt Big Level är nära nog obefolkad, med mindre än två invånare per kvadratkilometer.